# Nadia Zachary
Nadia Eskandar Zachary (arabisch نادية زخاري) war seit dem 7. Dezember 2011 die ägyptische Ministerin für wissenschaftliche Forschung. Sie war seit dem 2. August 2012 ein unabhängiges Mitglied des Kabinetts Kandil des Ministerpräsidenten Hescham Kandil; zuvor war sie im Zweiten Kabinett Ganzuri unter Kamal Ganzuri.
Zachary war das einzige Mitglied koptisch-christlichen Glaubens im 35-köpfigen Kabinett, obwohl dem Glauben etwa zehn Prozent der Ägypter angehören. Neben Nagwa Chalel war sie zudem das einzige weibliche Kabinettsmitglied.
Nadia Zachary erhielt einen Ph.D. in Medizinischer Biochemie von der Universität von Kairo.